# Coudres
Coudres település Franciaországban, Eure megyében. Lakosainak száma 541 fő (2022. január 1.). Coudres Les Authieux, Champigny-la-Futelaye, Chavigny-Bailleul, Illiers-l’Évêque, Lignerolles, Marcilly-la-Campagne, Moisville és Saint-André-de-l’Eure községekkel határos.

## Népesség
A település népességének változása:
| Lakosok száma | 363  | 359  | 447  | 502  | 540  | 546  | 552  | 549  | 551  | 541  |
|               | 1968 | 1982 | 1990 | 2006 | 2013 | 2015 | 2017 | 2019 | 2020 | 2022 |